# Ferrera
Ferrera (en romanche Farera) es una comuna suiza del cantón de los Grisones, situada en la región de Viamala. Limita al norte con la comuna de Andeer, al este con Salouf, Riom-Parsonz y Mulegns, al sur con Avers y Piuro (IT-SO), y al oeste con Madesimo (IT-SO) y Sufers.
La comuna fue creada el 1 de enero de 2008 de la fusión de las antiguas comunas de Ausserferrera e Innerferrera.
En este municipio falleció en 1799 el filósofo, profesor y matemático español Ignacio Campserver.